# Etien Velikonja
Etien Velikonja (né le 26 décembre 1988 à Šempeter pri Gorici en Yougoslavie, aujourd'hui en Slovénie) est un footballeur international slovène, qui évolue au poste d'attaquant.
Il est le cousin d'un autre footballeur, Tim Matavž. Les deux sont également des amis d'enfance de Valter Birsa.
Il est connu pour avoir fini au rang de meilleur buteur du championnat de Slovénie lors de la saison 2008-09 avec 17 buts.

## Biographie

### Club

#### Cardiff City
Le 12 juillet 2012, la presse annonce la signature de Velikonja au club gallois de Cardiff City, celle-ci devant intervenir deux semaines plus tard, le 25 juillet, le NK Maribor étant engagé dans les éliminatoires de la Ligue des champions. Le montant du transfert se situe aux alentours de 1 M£ (1,265 M€).
Il joue son premier match officiel avec son nouveau club lors d'un match nul (0-0) sur le terrain de Brighton & Hove Albion le 21 août 2012 où il entre en jeu à la 77e minute en remplacement de Heiðar Helguson.

## Palmarès

### En club
NK Maribor
- Champion de Slovénie en 2011 et 2012.
- Vainqueur de la Coupe de Slovénie en 2012.

### Distinctions personnelles
- Meilleur buteur du Championnat de Slovénie en 2009 avec le ND Gorica
- Meilleur buteur du Championnat de Belgique de D2 en 2016.

## Statistiques détaillées
| Saison                | Club                  | Championnat           | Championnat | Championnat | Coupe(s) nationale(s) | Coupe(s) nationale(s) | Supercoupe | Supercoupe | Compétition(s) continentale(s) | Compétition(s) continentale(s) | Compétition(s) continentale(s) | Slovénie | Slovénie | Total | Total |
| Saison                | Club                  | Division              | M.          | B.          | M.                    | B.                    | M.         | B.         | Comp.                          | M.                             | B.                             | M.       | B.       | M.    | B.    |
| 2006-2007             | ND Gorica             | 1.SNL                 | 7           | 1           | 1                     | 0                     | -          | -          | C1                             | 2                              | 0                              | -        | -        | 10    | 1     |
| 2007-2008             | ND Gorica             | 1.SNL                 | 31          | 5           | 1                     | 0                     | -          | -          | C3                             | 2                              | 0                              | -        | -        | 34    | 5     |
| 2008-2009             | ND Gorica             | 1.SNL                 | 32          | 17          | 4                     | 4                     | -          | -          | CI                             | 3                              | 1                              | -        | -        | 39    | 22    |
| 2009-2010             | ND Gorica             | 1.SNL                 | 16          | 5           | -                     | -                     | -          | -          | C3                             | 2                              | 0                              | 1        | 0        | 19    | 5     |
| 2010-2011             | ND Gorica             | 1.SNL                 | 18          | 4           | 3                     | 3                     | -          | -          | C3                             | 2                              | 0                              | -        | -        | 23    | 7     |
| Sous-total            | Sous-total            | Sous-total            | 104         | 32          | 9                     | 7                     | -          | -          | -                              | 11                             | 1                              | 1        | 0        | 125   | 40    |
| 2010-2011             | NK Maribor            | 1.SNL                 | 16          | 6           | 3                     | 1                     | -          | -          | -                              | -                              | -                              | -        | -        | 19    | 7     |
| 2011-2012             | NK Maribor            | 1.SNL                 | 30          | 14          | 5                     | 6                     | 1          | 0          | C1+C3                          | 3+4                            | 0+1                            | 1        | 0        | 44    | 21    |
| 2012-2013             | NK Maribor            | 1.SNL                 | 2           | 0           | -                     | -                     | 1          | 0          | C1                             | 1                              | 0                              | -        | -        | 4     | 0     |
| Sous-total            | Sous-total            | Sous-total            | 48          | 20          | 8                     | 7                     | 2          | 0          | -                              | 8                              | 1                              | 1        | 0        | 67    | 28    |
| 2012-2013             | Cardiff City          | Championship          | 3           | 0           | 1                     | 0                     | -          | -          | -                              | -                              | -                              | 1        | 0        | 5     | 0     |
| 2013-2014             | Rio Ave FC (prêt)     | Primeira Liga         | 7           | 1           | -                     | -                     | -          | -          | -                              | -                              | -                              | -        | -        | 7     | 1     |
| 2014-2015             | Cardiff City          | Championship          | -           | -           | 1                     | 0                     | -          | -          | -                              | -                              | -                              | -        | -        | 1     | 0     |
| Sous-total            | Sous-total            | Sous-total            | 10          | 1           | 2                     | 0                     | -          | -          | -                              | -                              | -                              | 1        | 0        | 13    | 1     |
| 2014-2015             | Lierse SK (prêt)      | Jupiler Pro League    | 7+9         | 2+3         | -                     | -                     | -          | -          | -                              | -                              | -                              | -        | -        | 16    | 5     |
| 2015-2016             | Lierse SK (prêt)      | Proximus League       | 29          | 24          | -                     | -                     | -          | -          | -                              | -                              | -                              | -        | -        | 29    | 24    |
| Sous-total            | Sous-total            | Sous-total            | 45          | 29          | -                     | -                     | -          | -          | -                              | -                              | -                              | -        | -        | 45    | 29    |
| 2016-2017             | Olimpija Ljubljana    | 1.SNL                 | 21          | 4           | 3                     | 2                     | -          | -          | C1                             | 2                              | 1                              | -        | -        | 26    | 7     |
| Sous-total            | Sous-total            | Sous-total            | 21          | 4           | 3                     | 2                     | -          | -          | -                              | 2                              | 1                              | -        | -        | 26    | 7     |
| 2016-2017             | Gençlerbirliği SK     | Süper Lig             | 6           | 0           | 1                     | 1                     | -          | -          | -                              | -                              | -                              | -        | -        | 7     | 1     |
| Sous-total            | Sous-total            | Sous-total            | 6           | 0           | 1                     | 1                     | -          | -          | -                              | -                              | -                              | -        | -        | 7     | 1     |
| 2017-2018             | Willem II Tilburg     | Eredivisie            | 5           | 3           | 1                     | 0                     | -          | -          | -                              | -                              | -                              | -        | -        | 6     | 3     |
| Sous-total            | Sous-total            | Sous-total            | 5           | 3           | 1                     | 0                     | -          | -          | -                              | -                              | -                              | -        | -        | 6     | 3     |
| Total sur la carrière | Total sur la carrière | Total sur la carrière | 239         | 89          | 24                    | 17                    | 2          | 0          | -                              | 21                             | 3                              | 3        | 0        | 289   | 109   |